# 吉野正三郎
吉野 正三郎（よしの しょうざぶろう、1951年 - 2007年9月3日）は、新潟県出身の法学者、弁護士。
専門は民事訴訟法・倒産法。法学博士（筑波大学）。

## 経歴
新潟県長岡市生まれ。1973年 学習院大学法学部卒業。1981年 フライブルク大学法学部で博士号取得。
1981年 早稲田大学大学院法学研究科博士後期課程単位取得満期退学。
1983年 立命館大学法学部助教授。1989年 東海大学法学部教授。
1990年 弁護士登録（東京弁護士会）。
1996年 法学博士（筑波大学）取得。2003年 青森大学大学院環境科学研究科客員教授。
2005年 ミネルヴァ経営法務研究所所長。2005年 弁護士として懲戒処分を受ける。
2007年 癌のため逝去。

## 著書
- （監訳）マンフレッド・レービンダー著『法社会学』（晃洋書房、1990年）
- 『民事訴訟における裁判官の役割』（成文堂、1990年）
- 『集中講義民事訴訟法（第4版）』（成文堂、2007年、初版1990年）
- 『西ドイツ民事訴訟法の現在―現代型訴訟と簡素化法』（成文堂、1990年）
- 『集中講義破産法（第3版）』（成文堂、1998年、初版1991年）
- （松本博之との共編訳）ペーター・アーレンス著『ドイツ民事訴訟の理論と実務』（信山社出版、1991年）
- 『アウトライン民事執行法』（東京法経学院出版、1991年）
- 『ドイツ民事訴訟法の新展開』（晃洋書房、1991年）
- 『破産法30講』（成文堂、1991年）
- （編著）『ECの法と裁判』（成文堂、1992年）
- （小林秀之との共著）『ケーススタディ民事訴訟法（第2版）』（日本評論社、1996年、初版1994年）
- 『民事訴訟法のアポリア』（成文堂、1995年）
- （須網隆夫との共編著）『EC市場統合と企業活動の法的規制』（成文堂、1995年）
- 『庶民金融が消滅する日』（日新報道、2003年）
- 『民事訴訟法のトピークス』（晃洋書房、2007年）
- 『ドイツ倒産法入門』（成文堂、2007年）